# 生力集團
生力集團（San Miguel Corporation，PSE：SMC及SMCB）是菲律賓現時最大的食品、飲品及包裝上市公司。

## 历史
成立於1890年，在2001年，單單是生力集團本身的業務就已佔了菲律賓全國GDP的3.6%、4.5%的稅收。生力集團曾是菲律賓唯一的跨國企業，並一度受到香港財團的收購建議而引起全國的保護熱潮。生力集團旗下的香港生力啤酒廠有限公司亦是香港交易所的上市公司，其產品廣受香港各階層的歡迎。此外，生力集團在菲律賓亦擁有一支籃球隊「Beerman」。
2007年11月9日生力集團以26億澳元26.8亿美元出售澳大利亞最大的乳製品及飲料生產商全国食品（National Foods）予麒麟啤酒。

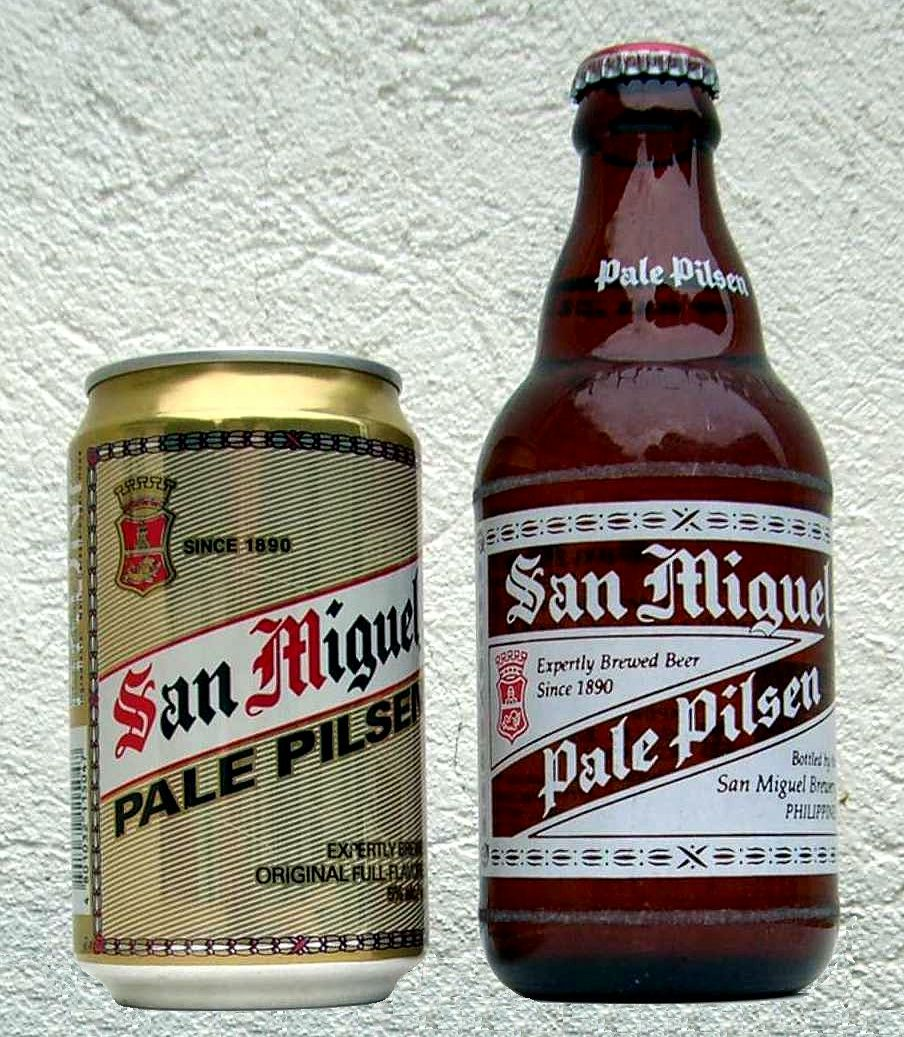
產品

2009年2月27日麒麟啤酒斥资约1,000亿日圆（合10.6亿美元），從食品和飲料巨頭生力集團（San Miguel Corp.）（PSE：SMCB）手中購買43.25%的生力啤酒公司（San Miguel Brewery Inc.）（PSE：SMB）股票。復以1.43億美元增購了生力釀酒廠的5.05%股份，使它的總持股達到48.35%。
2013年10月2日生力總公司（San Miguel Corp）以720億菲律賓披索（約128億港元），出售旗下馬尼拉電力（Manila Electric）約27%股權予JG Summit控股。